# The Pitt
The Pitt és una sèrie de televisió de drama mèdic estatunidenc creada per R. Scott Gemmill que es va estrenar a la plataforma Max el 9 de gener de 2025. Cada episodi de la temporada cobreix una hora d'un sol torn de 15 hores en el departament d'emergències del fictici Pittsburgh Trauma Medical Hospital (hospital mèdic de traumes de Pittsburgh). Al febrer de 2025, es va anunciar la renovació de la sèrie per a una segona temporada.

## Repartiment

### Principals
- Noah Wyle com el Dr. Michael «Robby» Rabinavitch, un metge adjunt que no s'ha recuperat de les seves traumàtiques experiències durant la pandèmia de COVID-19.[2]
- Tracy Ifeachor com la Dra. Heather Collins, resident sènior d'urgències que xoca amb el Dr. Robby.[3]
- Patrick Ball com el Dr. Frank Langdon, resident sènior i la mà dreta del Dr. Robby.[3]
- Katherine LaNasa com Dana Evans, infermera cap d'urgències.[3]
- Supriya Ganesh com la Dr. Samira Mohan, resident de tercer any.[3]
- Fiona Dourif com la Dra. Cassie McKay, resident de segon any amb 42 anys d'edat.[3]
- Taylor Dearden com la Dra. Melissa «Mel» King, resident de segon any tímida que té experiència treballant amb veterans militars.[3]
- Isa Briones com la Dra. Trinity Santos, interna insolent amb una personalitat massa segura de si mateixa.[3]
- Gerran Howell com a Dennis Whitaker, estudiant de medicina de quart any que manca de confiança.[3]
- Shabana Azeez com a Victoria Javadi, estudiant de medicina de 20 anys que sovint passa desapercebuda a causa de la seva curta edat.[3]

### Recurrents
- Shawn Hatosy[5] com el Dr. Jack Abbott, metge i «rival antic» de Robby.[6][3]
- Amielynn Abellera com Perlah, infermera que treballa a urgències.
- Halin Thomas Brooks com Mateo Diaz, infermer que treballa a urgències.
- Brandon Mendez Homer com Donnie, infermer que treballa a urgències.
- Kristin Villanueva com Princess, infermera que treballa a urgències.
- Joanna Going com Theresa Saunders, una dona de mitjana edat preocupada pel comportament del seu fill.
- Deepti Gupta com la Dra. Eileen Shamsi, metgessa adjunta i mare de Victoria.
- Michael Hyatt com Gloria Underwood, la directora mèdica.
- Krystel V. McNeil com Kiara Alfaro, la treballadora social del departament.
- Alexandra Metz com la Dra. Yolanda García, cirurgiana resident.
- Drew Powell com Doug Driscoll, pacient que ha estat en la sala d'espera d'urgències durant hores.
- Arun Storrs com Minu, dona nepalesa que possiblement va ser empesa a les vies del metre.
- Brandon Keener com John Bradley, pare d'un adolescent amb mort cerebral.
- Ashley Romans com Joyce St. Claire, una dona amb anèmia falciforme.
- Samantha Sloyan com Lily Bradley, la mare d'un adolescent amb mort cerebral.
- Mika Abdalla com Jenna, estudiant universitària amb sobredosi.
- Abby Ryder Fortson com Kristi Wheeler, adolescent embarassada amb una cita per a un avortament mèdic.
- Marguerite Moreau com Lynette Wheeler, la tia de Kristi.
- Tracy Vilar com Lupe Perez
- Shu Lan Tuan com Ginger Kitajima, anciana que va sofrir una caiguda.
- Courtney Grosbeck com Piper Fisher, pacient amb una cap controladora.
- Shani Atias com Laura Fisher, la cap de Piper.

## Episodis
| Núm. | Títol        | Direcció        | Guió                         | Data d'emissió original |
| ---- | ------------ | --------------- | ---------------------------- | ----------------------- |
| 1    | «7:00 A.M.»  | John Wells      | R. Scott Gemmill             | 9 de gener de 2025      |
| 2    | «8:00 A.M.»  | Amanda Marsalis | R. Scott Gemmill             | 9 de gener de 2025      |
| 3    | «9:00 A.M.»  | Damian Marcano  | Joe Sachs & R. Scott Gemmill | 16 de gener de 2025     |
| 4    | «10:00 A.M.» | Amanda Marsalis | Noah Wyle                    | 23 de gener de 2025     |
| 5    | «11:00 A.M.» | John Cameron    | Simran Baidwan               | 30 de gener de 2025     |
| 6    | «12:00 P.M.» | Damian Marcano  | Cynthia Adarkwa              | 6 de febrer de 2025     |
| 7    | «1:00 P.M.»  | Silver Tree     | Valerie Chu                  | 13 de febrer de 2025    |
| 8    | «2:00 P.M.»  | Amanda Marsalis | Joe Sachs                    | 20 de febrer de 2025    |
| 9    | «3:00 P.M.»  | Quyen Tran      | Noah Wyle                    | 27 de febrer de 2025    |
| 10   | «4:00 P.M.»  | Damian Marcano  | Simran Baidwan               | 6 de març de 2025       |
| 11   | «5:00 P.M.»  | Quyen Tran      | Elyssa Gershman              | 13 de març de 2025      |
| 12   | «6:00 P.M.»  | Amanda Marsalis | Joe Sachs & R. Scott Gemmill | 20 de març de 2025      |
| 13   | «7:00 P.M.»  | Damian Marcano  | Joe Sachs & R. Scott Gemmill | 27 de març de 2025      |
| 14   | «8:00 P.M.»  | John Cameron    | Simran Baidwan               | 3 d'abril de 2025       |
| 15   | «9:00 P.M.»  | John Wells      | R. Scott Gemmill             | 10 d'abril de 2025      |

## Producció

### Desenvolupament
El 26 de març de 2024, Max va ordenar una tanda de 15 episodis per a The Pitt. La sèrie està creada i dirigida per R. Scott Gemmill, que també és productor executiu jutament amb Noah Wyle, John Wells, Erin Jontow, Simran Baidwan i Michael Hissrich. Les productores de la sèrie són John Wells Productions i Warner Bros. Television Studios. L'episodi pilot fou escrit per Gemmill.
El 14 de febrer de 2025, Max va anunciar la renovació de la sèrie per a una segona temporada.
Quan s'anuncià la sèrie, Wyle també va ser escollit com a protagonista. El 12 de juliol de 2024, Tracy Ifeachor, Patrick Ball, Supriya Ganesh, Fiona Dourif, Taylor Dearden, Isa Briones, Gerran Howell, Shabana Azeez i Katherine LaNasa s'uniren al repartiment com a personatges principals de la sèrie. El 14 d'agost de 2024, Shawn Hatosy, Michael Hyatt, Halin Thomas Brooks, Brandon Mendez Homer, Kristin Villanueva, Amielynn Abellera, Alexandra Metz, Krystel V. McNeil i Deepti Gupta van ser elegits per a papers recurrents.

### Pròtesi
L'empresa d'efectes especials Autonomous FX va crear moltes de les pròtesis per a The Pitt, inclòs un peu degollat que es mostra a «7:00 AM», maquillatge per a una víctima de cremades de cos sencer a «4:00 PM», i un canal vaginal i un bebè nounat per a una escena de part a «5:00 PM». L'equip de part s'havia dissenyat originalment per a la sèrie de televisió SMILF (2017) i després s'havia utilitzat per a la minisèrie Dead Ringers (2023).

### Demanda deER
El 27 d'agost de 2024, es va saber que el patrimoni del creador de ER, Michael Crichton, representat per la seva vídua Sherri, havia demandat a Warner Bros. Television, Wells, Wyle i Gemmill -tots ells havien participat en la sèrie anterior- per incompliment de contracte, al·legant que The Pitt era una seqüela de ER que el patrimoni no havia aprovat, i que Crichton hauria de ser acreditat com a creador de The Pitt. El 4 de novembre de 2024, els advocats de Warner Bros Television van respondre a la demanda presentant una moció de desestimació, al·legant que es tracta de «una sèrie completament diferent».

## Llançament
The Pitt s'estrenà a través de Max el 9 de gener de 2025, amb els dos primers episodis disponibles i la resta en entrega setmanal fins al 10 d'abril.

## Recepció
Al web de ressenyes Rotten Tomatoes la sèrie té un índex d'aprovació del 93%, basant-se en 44 ressenyes, amb una qualificació mitjana de 8.1/10. El consens del lloc web diu: «The Pitt, que posa en hora les proves i tribulacions de la vida hospitalària, combina múltiples fórmules de provada eficàcia per a crear un drama mèdic fresc i estimulant». A Metacritic, té una puntuació mitjana ponderada de 76 sobre 100 basada en 26 crítiques, el que indica ressenyes «generalment favorables».
En una ressenya positiva escrita per a The New Republic, Phillip Maciak va elogiar el ritme contrastant de les trames del la sèrie. El programa ha estat ben rebut per la comunitat mèdica, en part pel seu fidel retrat de la medicina i les urgències.